# Región natural Cordillera Oriental
La 'Región natural Cordillera Oriental: separó a la Cordillera Caribe del norte de Venezuela, por eso se define el sistema central y oriental. Las penínsulas de Araya al oeste y Paria al este, están unidas por un istmo con más de 80 km² de anchura y son bordeadas al sur por los golfos de Cariaco y Paria. La serranía, en la que destaca el macizo de Turimiquire, (2600 m) y otras montañas que no superan los 1500 m son continuación de la serranía del interior de la cordillera central, la cual termina en Caripe, donde se encuentra la más famosa formación cárstica: la cueva del Guácharo. Mar adentro destaca la multitud de islas. En el tramo costero que da al oeste de la península de Araya se ubican las salinas del mismo nombre.
- Datos: Q6104293

Recalcando su nombre